# Puchar Spenglera 2009
83. edycja Puchar Spenglera – rozegrana została w dniach 26–31 grudnia 2009 roku. Wzięło w niej udział pięć zespołów. Mecze rozgrywane były w hali Vaillant Arena.
Do turnieju oprócz drużyny gospodarzy HC Davos oraz tradycyjnie uczestniczącego Teamu Canada zaproszono trzy drużyny: Dynama Mińsk, Adler Mannheim oraz HC Energie Karlowe Wary. Po zakończeniu fazy grupowej w której każda z drużyn zagrała po cztery spotkania systemem każdy z każdym odbyło się finałowe spotkanie w którym uczestniczyły dwie najlepsze drużyny fazy grupowej.
Obrońcy tytułu mistrzowskiego, hokeiści Dinamo Moskwa nie wystartowali w turnieju.

## Faza grupowa
Tabela
Lp. = lokata, M = liczba rozegranych spotkań, W = Wygrane, PDK = Porażki po dogrywce lub karnych, P = Porażki, G+ = Gole strzelone, G- = Gole stracone, Pkt = Liczba zdobytych punktów
| Lp. | Zespół                  | M | Pkt | W | PDK | P | G + | G - | +/- |
| --- | ----------------------- | - | --- | - | --- | - | --- | --- | --- |
| 1   | HC Davos                | 4 | 6   | 3 | 0   | 1 | 16  | 7   | +9  |
| 2   | Dynama Mińsk            | 4 | 6   | 3 | 0   | 1 | 13  | 12  | +1  |
| 3   | Adler Mannheim          | 4 | 4   | 2 | 0   | 2 | 9   | 8   | +1  |
| 4   | Team Canada             | 4 | 4   | 2 | 0   | 2 | 18  | 17  | +1  |
| 5   | HC Energie Karlowe Wary | 4 | 2   | 0 | 2   | 2 | 10  | 22  | -12 |

Mecze
| 26 grudnia 2009 | Dynama Mińsk | 2:3 | HC Davos | Vaillant Arena |

| Godzina: 15:00 |  | (1:1, 1:1, 0:1) |  |  |

| 26 grudnia 2009 | Team Canada | 7:6 pk. | HC Energie Karlowe Wary | Vaillant Arena |

| Godzina: 20:15 |  | (1:1, 3:4, 2:1, 0:0, 1:0) |  |  |

| 27 grudnia 2009 | HC Davos | 5:3 | HC Energie Karlowe Wary | Vaillant Arena |

| Godzina: 15:00 |  | (1:1, 2:1, 2:1) |  |  |

| 27 grudnia 2009 | Adler Mannheim | 1:2 | Dynama Mińsk | Vaillant Arena |

| Godzina: 20:15 |  | (0:0, 0:1, 1:1) |  |  |

| 28 grudnia 2009 | HC Energie Karlowe Wary | 1:2 pk. | Adler Mannheim | Vaillant Arena |

| Godzina: 15:00 |  | (1:0, 0:0, 0:1, 0:0, 0:1) |  |  |

| 28 grudnia 2009 | Team Canada | 6:2 | HC Davos | Vaillant Arena |

| Godzina: 20:15 |  | (2:0, 3:2, 1:0) |  |  |

| 29 grudnia 2009 | Adler Mannheim | 5:2 | Team Canada | Vaillant Arena |

| Godzina: 15:00 |  | (1:0, 4:2, 0:0) |  |  |

| 29 grudnia 2009 | HC Energie Karlowe Wary | 0:8 | Dynama Mińsk | Vaillant Arena |

| Godzina: 20:15 |  | (0:4, 0:3, 0:1) |  |  |

| 30 grudnia 2009 | Dynama Mińsk | 4:3 | Team Canada | Vaillant Arena |

| Godzina: 15:00 |  | (1:1, 2:1, 1:1) |  |  |

| 30 grudnia 2009 | HC Davos | 3:1 | Adler Mannheim | Vaillant Arena |

| Godzina: 20:15 |  | (1:1, 2:0, 0:0) |  |  |

## Finał
| 31 grudnia 2009 | HC Davos | 1:3 | Dynama Mińsk | Vaillant Arena |

| Godzina: 12:00 | Juraj Kolník 40:50 (PP) | (0:1, 0:1, 1:1) | 09:00 (EQ) Alaksandr Kułakou 24:18 (PP) Dienis Koszetkow 59:27 (EN) Andrej Michalou | Widzów: 6746 |

## Nagrody
Skład gwiazd turnieju:
- Bramkarz:  Andriej Miezin (Dynama Mińsk)
- Obrońcy:  Duvie Westcott (Dynama Mińsk),  Shawn Heins (Team Canada)
- Napastnicy:  Ahren Spylo (Adler Mannheim),  Serhij Warłamow (Dynama Mińsk),  Juraj Kolník (HC Davos)